# Rudolf Cipot
Rudolf Cipot (mađ.: Czipott Rudolf) (Hodoš, 14. siječnja, ili 18. lipnja 1825. – Puconci, 20. svibnja, 1901.) slovenski je evangelički svećenik, dekan i spisatelj u Mađarskoj. Sin Juriva Cipota.
Otac u je bio hodoški (Őrihodos) pastor u Prekmurju, a majka mu je bila Elizabet Huter, njemačkog podrijetla, iz Gradišća. Njezin otac također je bio pastor u Kukmirnu kod Novigrada (Güssing). Rudolf je bio prve dijete u obitelji, i imao je dva brata - Lojza i Jožefa.

Kad Juri je umro, Elizabeta i dijeta su se odselili u Šopron. Rudolf tamo je pohađao liceju (1835. – 1847.), zatim studirao u Beču, gdje je radio kao privatni učitelj. Borio se u revoluciji 1848. godine. Kasnije se vratio i kapelanovao u Kővágóőrsu (kod Blatnog jezera). Zaređen je 26. listopada, 1848. godine.
5. travnja, 1853. godine odselio se u mjesto Vése (Šomodska županija), gdje je za ženu uzeo Idu Török.

## Djela
- Predga 1888-ga leta oktobra 28-ga dnéva na dén reformátzie : vu Battyándszkoj (Püczonszkoj) ev. czérkvi. : V-Szoboti (Muraszombat) : stampano z-piszkmi Grünbaum Márka, 1888.
- Predga 1883-ga leta Octobra 14-toga dneva, liki na sztotni szpoumenek nasztávlanya Püczonszkoga Szpráviscsa czérkevnoga : i zkrátkim dojszpisüvanyem prigode püczonszke gmajne. V Keszthelyi vödána na sztroski pobozsnoga gmajnara Kühar Stevana Tesanovszkoga, 1884. 20. p.
- Vcsenyé konfirmátzie. V-Szoboti (Muraszombat) : Czérkevno szpráviscse püczonszko, l888. 44. p.